# Anupama Bhagwat
Anupama Bhagwat est une musicienne indienne, joueuse de sitar. 

## Biographie

### Jeunesse
Née à Bhilai, en Inde, Anupama Bhagwat a été initiée au sitar à l’âge de neuf ans par Shri. R.N. Verma. À l'âge de treize ans, elle a eu le privilège de s'entraîner sous les ordres de Bimalendu Mukherjee, du Imdadkhani gharana. Elle s'est classée première au concours All India Radio en 1994 et a reçu une bourse nationale du ministère indien du Développement des ressources humaines. Elle participe aux performances mondiales de musiques du monde telles que Global Rhythm et Shanti. Elle reçoit 5 subventions en 2000, 2002, 2004 et 2008 du Ohio Arts Council (en) (États-Unis). Elle s'est produite dans plusieurs destinations, notamment aux États-Unis et dans de nombreux pays d'Europe. Elle est actuellement basée à Bangalore, en Inde.

### Son guru
Doyen des Imdadkhani Gharana, Acharya Bimalendu Mukherjee était avant tout un sitariste, bien qu'il maîtrisât presque tous les instruments indiens traditionnels tels que Rudra veena (en), Saraswati veena (en), Surbahar, Sursingar, Mandrabahar, Dilruba, Esraj, Tar Shehnai, Sarra Shehara et Draudah. Il était également expert en musique vocale.

### Performances
Ses performances l'ont emmenée à travers le monde, notamment le SouthBank Center (Londres, Royaume-Uni), l'école de musique Ali Akbar Khan (Bâle, Suisse), la série de concerts d'automne MIT (Boston, États-Unis), U Penn, Berkeley, Ole Miss (États-Unis), Musée des arts asiatiques (San Francisco), Université Victoria et Calgary, Musée Guimet à Paris, Musée des Beaux Arts d'Angers, France.
Anupama joue dans le style Gayaki, un style lyrique et subtilement nuancé inspiré de la voix humaine. La virtuosité technique de Bhagwat a été saluée par les connaisseurs du monde entier. Anupama a reçu le titre Surmani. 
Ses compositions créatives ont conquis le cœur de nombreux connaisseurs, alliant maîtrise technique et rythmes lyriques évocateurs[réf. nécessaire].

## Prix et reconnaissances
- 1994 : Première place dans tous les concours de musique de radio indienne
- 1993-1996 : bourses du ministère du Développement des ressources humaines (gouvernement de l'Inde)
- 1995 : titre Surmani par Sur Shringar Sansad

## Hommage
L'astéroïde 185325 Anupabhagwat, découvert en 2006 par l'astronome amateur italien Vincenzo Silvano Casulli, a été nommé en son honneur.

## Discographie
Anupama a publié divers albums tels que Confluence, Ether, Epiphany, Colors of Sunset, Sanjh, entre autres.